# Uromyces galactiae
Uromyces galactiae är en svampart som beskrevs av Rezende & Dianese 2003. Uromyces galactiae ingår i släktet Uromyces och familjen Pucciniaceae.   Inga underarter finns listade i Catalogue of Life.